# Săcălaz
Săcălaz (in ungherese Szakálháza, in tedesco Sackelhausen) è un comune della Romania di 6716 abitanti, ubicato nel distretto di Timiș, nella regione storica del Banato. 
Il comune è formato dall'unione di 3 villaggi: Beregsău Mare, Beregsău Mic, Săcălaz.